# Saber Marionette R
Saber Marionette R (ＳＭガールズ セイバーマリオネットＲ) foi a primeira versão da saga criada por Satoru Akahori, e constou de três OVA's lançado em 1995. Infelizmente, houve desajustes com a produção que levou à realização de Saber marionete J, sendo uma série muito curta. A série também conta com um drama de rádio transmitido em janeiro e abril de 1995 no programa "Nowanchatte Say You!", e foram compilados em CD.
É referido como "R" porque todos os eventos aconteceram em Roma, por volta do ano 500 de Terra II. Parece que nessa altura estavam completamente restaurados os humanos do sexo feminino.

## História
A história ocorre em 200 anos após a história original de Saber Marionette, no estado de Romana. Esta era uma cidade tranquila, até um mascarado (autodenominado de "Star Face") decide a dominá-la com suas três "Sexadolls" viçosas e poderosas máquinas assassinas. Star Face faz de tudo para matar toda a família real, exceto Junior e suas marionetes, que lutam para recuperar o trono do estado romano.

## Personagens

### Principais
- Junior

Junior tem 10 anos, é o segundo filho do Rei de Roma e irmão mais novo de Star Face. Está presente no início da história ajudando Lime, que acaba de despertar e não compreende muito bem o mundo. Foge quando o seu pai é assassinado e busca o culpado. Ao contrário do seu irmão Star Face, que foi clonado, Junior é filho de uma mãe de verdade (quando as mulheres retornaram à Terra II. Junior descobre que seu irmão criou as marionetes pervertidas, para impedir Lime, Cherry e Bloodberry de recuperar o trono. No final da história, se sente sozinho, mas Lime e Cherry tentam animá-lo, dizendo que estarão sempre com ele. Aparentemente, ele se torna o sucessor de Namiya Otaru na estória.
- Lime (ライム, Raimu)

Ao contrário do Lime Saber marionete J aparenta como uma menina de 10 anos, cabelo curto e de aparência Tomboy. Lime é uma marionete criada recentemente, não sabendo muito sobre o mundo. A primeira coisa que ela faz é ir a uma luta em um torneio de marionetes. Como Lime gosta de lutar, é muito boa nisso, mas não sabe medir seu poder. Por estar decidida a fazer qualquer coisa por seu Honorável Junior, decide treinar com Bloodberry, se tornando mais forte para protegê-lo.
- Cherry (チェリー, Cheri)

Ao contrário da Cherry Saber marionete J tem aparência de uma menina de 12 anos com vestimenta rosa. Cherry é uma marionete muito inteligente e quer estar sempre ao lado de Junior, tendo ciúmes de Lime e Bloodbarry. É muito romântica e irritada. No início, não estava confiante quanto ao enorme poder de Lime, mudando de opinião quando retornava para casa com Junior e Lime.
- Bloodbarry (ブラドベリー, Buradoberī)

Ao contrário do Bloodberry em Saber marionete J na aparência de uma jovem de 14 anos, com cabelos curtos e um vestuário menos provocativo. É a conselheira do Rei da Romana, pai de Junior, que foi morto no início por Star Face e suas marionetes pervertidas. Ela foi acusada de ser incapaz de salvar seu Mestre e decide se vingar ao lado de Cherry e Lime, confiando em seus potenciais. No final, se sacrifica para salvar Junior, ficando inconsciente, mas sem ferimentos fatais, sobrevivendo.

### Vilões e outros
- Máscarado - Star Face

É o vilão do OVA e irmão mais velho de Júnior, que criou todas as marionetes que aparecem no OVA. Mata seu pai e envia suas marionetes para perseguirem seu irmão mais novo, Príncipe da Romana. No final enteta através desse Júnior é um clone, por isso, é suicida Virrey Junior dizendo que ele não quer machucá-la.
- Marionettes pervertidas: Edge, Brid e Kyanny

Três marionetes ' Luchs' Tiger e Pantera, respectivamente Saber marionete J. Estas são mais cruéis e mais provocativas. Todas morrem em combates contra as marionetes de Junior. Edge é derrotada por Lime, Cherry derrota Kyanny e Brid perde a luta para Bloodberry.
- Virrey de Romana

Este velho e bom caráter é o governador romano e seu advogado é Zarzamora. Ele tem dois filhos: Star Face (clonado) e Júnior (seu filho biológico,que nasceu quando as mulheres existiam na Terra 2). Ele é assassinado por seu filho mais velho, Star Face.

## Música
Os singles foram interpretadas em Saber Marionete seiyuus Megumi Hayashibara Yuri Shiratori e Akiko Hiramatsu
Abertura
- 'Soba Ni iru Yo'

encerramento
- " Dakishimete Lovin'you "

## Saber Marionette R com sua exibição no Brasil
A série foi produzido anteriormente a Saber Marionette J. A série R é um OVA de três episódios que conta uma estória sem nenhuma conexão aparente às outras duas séries de TV e o OVA, que estariam por vir depois, a não ser pelos nomes dos personagens e os mesmos dubladores. Analisando o anime, percebe-se logo de cara um character design bem infantil com olhos gigantescos, o que dá um contraste ao OVA, que mostra uma história bem dark e violenta (muito mais do que as outras séries das Marionettes). Sim, esta é uma história adulta, com direito a cenas de nudez, ao estilo ecchi. Já foi exibido no bloco Japanimotion do canal pago extinto a TV Locomotion no território da América Latina e Brasil.